# Capacidad eléctrica
En electromagnetismo y electrónica, la capacidad eléctrica es la propiedad que tienen los cuerpos para mantener una carga eléctrica. La capacidad es también una medida de la cantidad de energía eléctrica almacenada para una diferencia de potencial eléctrico dada. El dispositivo más común que almacena energía de esta forma es el condensador. La relación entre la diferencia de potencial (o tensión) existente entre las placas del condensador y la carga eléctrica almacenada en este, se describe mediante la siguiente expresión matemática:

{\displaystyle {C}={q \over V}}

donde:
- {\displaystyle C\,} es la capacidad, medida en faradios (en honor al físico experimental Michael Faraday); esta unidad es relativamente grande y suelen utilizarse submúltiplos como el microfaradio o picofaradio;
- {\displaystyle q\,} es la carga eléctrica almacenada, medida en culombios;
- {\displaystyle V\,} es la diferencia de potencial (o tensión), medida en voltios.

Cabe destacar que la capacidad es siempre una cantidad positiva y que depende de la geometría del condensador (de placas paralelas, cilíndrico, esférico). Otro factor del que depende es del dieléctrico que se introduzca entre las dos superficies del condensador. Cuanto mayor sea la constante dieléctrica del material no conductor introducido, mayor es la capacidad.
En la práctica, la dinámica eléctrica del condensador se expresa gracias a la siguiente ecuación diferencial, que se obtiene derivando respecto al tiempo la ecuación anterior.

{\displaystyle {I}={\frac {dQ}{dt}}={C}{\frac {dV}{dt}}}

Donde I representa la corriente eléctrica, medida en amperios.
{\displaystyle \ C=\varepsilon {\frac {A}{d}}}
Donde:
C es la capacidad, en faradios;
A es el área de las placas, en metros cuadrados;
ε es la permitividad;
d es la separación entre las placas, en metros.
Comúnmente se reconocen dos nociones de capacitancia estrechamente relacionadas: capacitancia propia y capacitancia mutua.: 237–238  Un objeto que puede cargarse eléctricamente exhibe capacitancia propia, para la cual el potencial eléctrico se mide entre el objeto y tierra. La capacitancia mutua se mide entre dos componentes, y es particularmente importante en el funcionamiento del  condensador, un lineal componente electrónico elemental diseñado para la electrónica. componente electrónico diseñado para añadir capacitancia a un circuito eléctrico.
La capacitancia entre dos conductores es una función sólo de la geometría; la superficie opuesta de los conductores y la distancia entre ellos, y la permitividad de cualquier material dieléctrico entre ellos. Para muchos materiales dieléctricos, la permitividad, y por tanto la capacitancia, es independiente de la diferencia de potencial entre los conductores y de la carga total sobre ellos.
La unidad  SI de capacitancia es el faradio (símbolo: F), llamado así por el físico inglés Michael Faraday. Un condensador de 1 faradio, cuando se carga con 1 culombio de carga eléctrica, tiene una diferencia de potencial de 1 voltio entre sus placas. El recíproco de la capacitancia se denomina elastancia.

## Energía almacenada
La energía almacenada en un condensador, medida en julios, es igual al trabajo realizado para cargarlo. Consideremos un condensador con una capacidad C, con una carga +q en una placa y -q en la otra. Para mover una pequeña cantidad de carga {\displaystyle \mathrm {d} q} desde una placa hacia la otra en sentido contrario a la diferencia de potencial se debe realizar un trabajo {\displaystyle \mathrm {d} W}:

{\displaystyle \mathrm {d} W={\frac {q}{C}}\,\mathrm {d} q}

donde
W es el trabajo realizado, medido en julios;
q es la carga, medida en coulombios;
C es la capacidad, medida en faradios.
Es decir, para cargar un condensador hay que realizar un trabajo y parte de este trabajo queda almacenado en forma de energía potencial electrostática.
Se puede calcular la energía almacenada en un condensador integrando esta ecuación. Si se comienza con un condensador descargado (q = 0) y se mueven cargas desde una de las placas hacia la otra hasta que adquieran cargas +Q y -Q respectivamente, se debe realizar un trabajo W:
{\displaystyle W_{carga}=\int _{0}^{Q}{\frac {q}{C}}\,\mathrm {d} q={\frac {1}{2}}{\frac {Q^{2}}{C}}={\frac {1}{2}}CV^{2}=W_{almacenada}}
Combinando esta expresión con la ecuación de arriba para la capacidad, obtenemos:
{\displaystyle W_{almacenada}={\frac {1}{2}}CV^{2}={\frac {1}{2}}{\frac {Q^{2}}{C}}}
donde
- W es la energía, medida en julios;
- C es la capacidad, medida en faradios;
- V es la diferencia de potencial, medido en voltios;
- Q es la carga almacenada, medida en coulombios.

## Autocapacidad
Usualmente el término capacidad mutua se utiliza como abreviatura del término capacidad entre dos conductores cercanos, como las placas de un condensador. Sin embargo, para un conductor aislado también existe una propiedad llamada auto-capacidad que es la cantidad de carga eléctrica que debe agregarse a un conductor aislado para aumentar su potencial en un voltio, para así calcular la capacidad eléctrica mediante un condensador paralelo o plano. El punto de referencia teórico para este potencial es una esfera hueca conductora, de radio infinito, centrado en el conductor. Usando este método, la auto-capacidad de una esfera conductora de radio R está dada por:
{\displaystyle C=4\pi \varepsilon _{0}R\,}
La capacidad propia de un conductor se define por la relación entre la carga y el potencial eléctrico:
{\displaystyle C={\frac {q}{V}},}
donde
- {\textstyle q} es la carga retenida,
- {\textstyle V={\frac {1}{4\pi \varepsilon _{0}}}\int {\frac {\sigma }{r}}\,dS} es el potencial eléctrico.
- {\textstyle \sigma } es la densidad de carga superficial,
- {\textstyle dS} es un elemento infinitesimal de área en la superficie del conductor,
- {\textstyle r} es la longitud desde {\textstyle dS} a un punto fijo M en el conductor,
- {\displaystyle \varepsilon _{0}} es la permitividad del vacío.

La capacidad propia de un conductor se define por la relación entre la carga y el potencial eléctrico:
Estos son algunos ejemplos de valores de auto-capacidad:
- Para el "plato" de la parte superior de un generador de Van de Graaff, normalmente una esfera de 20 cm de radio: 22.24 pF
- El planeta Tierra: unos 710 µF

## Capacitancia mutua

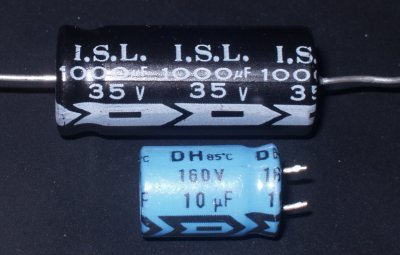
Condesadores electrolíticos: Radial (azul) y axial (negro)

Una forma común es un  condensador de placas paralelas, que consiste en dos placas conductoras aisladas entre sí, normalmente intercaladas con un material dieléctrico. En un condensador de placas paralelas, la capacidad es casi proporcional a la superficie de las placas conductoras e inversamente proporcional a la distancia de separación entre las placas.
Si las cargas en las placas son {\textstyle +q} y {\textstyle -q}, y {\textstyle V} da el voltaje entre las placas, entonces la capacitancia {\textstyle C} viene dada por {\displaystyle C={\frac {q}{V}},}
lo que da la relación tensión/corriente
{\displaystyle i(t)=C{\frac {dv(t)}{dt}}+V{\frac {dC}{dt}},}
donde {\textstyle {\frac {dv(t)}{dt}}} es la tasa instantánea de cambio del voltaje, y {\textstyle {\frac {dC}{dt}}} es la tasa instantánea de cambio de la capacitancia. Para la mayoría de las aplicaciones, el cambio en la capacitancia con el tiempo es insignificante, por lo que puede reducir a:
{\displaystyle i(t)=C{\frac {dv(t)}{dt}},}
La energía almacenada en un condensador se halla integrando el trabajo {\textstyle W}:
{\displaystyle W_{\text{carga}}={\frac {1}{2}}CV^{2}}

## Condensadores
La capacitancia de la mayoría de los condensadores utilizados en los circuitos electrónicos suele ser varios órdenes de magnitud menor que el faradio. Las subunidades más comunes de capacitancia en uso hoy en día son el microfaradio (µF), nanofaradio (nF), picofaradio (pF), y, en microcircuitos, femtofaradio (fF). Sin embargo, los supercondensadores fabricados especialmente pueden ser mucho mayores (hasta cientos de faradios), y los elementos capacitivos parásitos pueden ser inferiores a un femtofaradio. En el pasado, se utilizaban subunidades alternativas en textos históricos antiguos; "mf" y "mfd" para microfaradio (µF); "mmf", "mmfd", "pfd", "µµF" para picofaradio (pF); pero ahora se consideran obsoletas.
La capacitancia puede calcularse si se conoce la geometría de los conductores y las propiedades dieléctricas del aislante entre los conductores. Una explicación cualitativa de esto se puede dar de la siguiente manera. Una vez que se pone una carga positiva en un conductor, esta carga crea un campo eléctrico, repeliendo cualquier otra carga positiva que se desplace sobre el conductor; es decir, aumentando la tensión necesaria. Pero si cerca hay otro conductor con carga negativa, el campo eléctrico del conductor positivo que repele a la segunda carga positiva se debilita (la segunda carga positiva también siente la fuerza de atracción de la carga negativa). Por tanto, debido al segundo conductor con carga negativa, resulta más fácil poner una carga positiva en el primer conductor ya cargado positivamente, y viceversa; es decir, se reduce la tensión necesaria.
Como ejemplo cuantitativo considere la capacitancia de un condensador construido de dos placas paralelas ambas de área {\textstyle A} separadas por una distancia {\textstyle d}. Si {\textstyle d} es suficientemente pequeña con respecto a la cuerda más pequeña de {\textstyle A}, se cumple, con un alto nivel de precisión:
{\displaystyle \ C=\varepsilon {\frac {A}{d}}}
Nótese que
{\displaystyle \varepsilon =\varepsilon _{0}\varepsilon _{r}}
donde
- {\textstyle C} es la capacitancia, en faradios;
- {\displaystyle A} es el área de solapamiento de las dos placas, en metros cuadrados;
- {\textstyle \varepsilon _{0}} es la constante eléctrica. ({\textstyle \varepsilon _{0}\sim 8.854\times 10^{-12}F.m^{-1}});
- {\textstyle \varepsilon _{r}} es la permitividad relativa (también constante dieléctrica) del material entre las placas ({\textstyle \varepsilon _{r}\approx 1} para el aire); y
- {\textstyle d} es la separación entre las placas, en metros.

La capacitancia es proporcional al área de solapamiento e inversamente proporcional a la separación entre láminas conductoras. Cuanto más cerca estén las láminas entre sí, mayor será la capacitancia.
La ecuación es una buena aproximación si d es pequeña comparada con las otras dimensiones de las láminas, de modo que el campo eléctrico en el área del condensador sea uniforme, y el llamado campo de franja alrededor de la periferia proporcione sólo una pequeña contribución a la capacitancia.
Combinando la ecuación para la capacitancia con la ecuación anterior para la energía almacenada en una capacitancia, para un condensador de placa plana la energía almacenada es:
{\displaystyle W_{\text{stored}}={\frac {1}{2}}CV^{2}={\frac {1}{2}}\varepsilon {\frac {A}{d}}V^{2}.}
donde {\textstyle W} es la energía, en julios; {\textstyle C} es la capacitancia, en faradios; y {\textstyle V} es la tensión, en voltios.

## Capacitancia de conductores con formas simples
El cálculo de la capacitancia de un sistema equivale a resolver la ecuación de Laplace ∇2φ = 0 con un potencial constante φ en la superficie bidimensional de los conductores incrustados en 3 espacios. Esto se simplifica por existencia de simetrías. No hay solución en términos de funciones elementales en casos más complicados.
Para situaciones de planos, se pueden utilizar funciones analíticas para realizar la vinculación entre diferentes geometrías.
| Tipo                                   | Capacitancia | Comentario |
| -------------------------------------- | --- | --- |
| Capacitor de placas paralelas          | {\displaystyle \varepsilon A/d} | ε: Permitividad o constante dieléctrica |
| Cilindros concéntricos                 | {\displaystyle {\frac {2\pi \varepsilon \ell }{\ln \left(R_{2}/R_{1}\right)}}} | ε: Permitividad o constante dieléctrica |
| Cilindros excéntricos                  | {\displaystyle {\frac {2\pi \varepsilon \ell }{\operatorname {arcosh} \left({\frac {R_{1}^{2}+R_{2}^{2}-d^{2}}{2R_{1}R_{2}}}\right)}}} | ε: Permitividad o constante dieléctrica R1: Radio exterior R2: Radio interior d: Distancia entre centro ℓ: longitu del alambre |
| Par de alambres paralelos              | {\displaystyle {\frac {\pi \varepsilon \ell }{\operatorname {arcosh} \left({\frac {d}{2a}}\right)}}={\frac {\pi \varepsilon \ell }{\ln \left({\frac {d}{2a}}+{\sqrt {{\frac {d^{2}}{4a^{2}}}-1}}\right)}}} | |
| Alambre paralelo a una pared           | {\displaystyle {\frac {2\pi \varepsilon \ell }{\operatorname {arcosh} \left({\frac {d}{a}}\right)}}={\frac {2\pi \varepsilon \ell }{\ln \left({\frac {d}{a}}+{\sqrt {{\frac {d^{2}}{a^{2}}}-1}}\right)}}} | a: Radio del alambre d: Distancia, d > a ℓ: largo del alambre |
| Dos fajas paralelas coplanares         | {\displaystyle \varepsilon \ell {\frac {K\left({\sqrt {1-k^{2}}}\right)}{K\left(k\right)}}} | d: Distancia w1, w2: ancho de la faja km: d/(2wm+d) k2: k1k2 K: integral elíptica completa de primera especie ℓ: Largo |
| Esferas concéntricas                   | {\displaystyle {\frac {4\pi \varepsilon }{{\frac {1}{R_{1}}}-{\frac {1}{R_{2}}}}}} | ε: Permitividad o constante dieléctrica |
| Dos esferas, de igual radio            | {\displaystyle {\begin{aligned}&{}2\pi \varepsilon a\sum _{n=1}^{\infty }{\frac {\sinh \left(\ln \left(D+{\sqrt {D^{2}-1}}\right)\right)}{\sinh \left(n\ln \left(D+{\sqrt {D^{2}-1}}\right)\right)}}\\={}&{}2\pi \varepsilon a\left[1+{\frac {1}{2D}}+{\frac {1}{4D^{2}}}+{\frac {1}{8D^{3}}}+{\frac {1}{8D^{4}}}+{\frac {3}{32D^{5}}}+O\left({\frac {1}{D^{6}}}\right)\right]\\={}&{}2\pi \varepsilon a\left[\ln 2+\gamma -{\frac {1}{2}}\ln \left(2D-2\right)+O\left(2D-2\right)\right]\\={}&{}2\pi \varepsilon a\,{\frac {\sqrt {D^{2}-1}}{\log(q)}}\left[\psi _{q}\left(1+{\frac {i\pi }{\log(q)}}\right)-i\pi -\psi _{q}(1)\right]\end{aligned}}} | a: Radio d: Distancia, d > 2a D = d/2a, D > 1 γ: constante de Euler {\displaystyle q=D+{\sqrt {D^{2}-1}}} {\displaystyle \psi _{q}(z)={\frac {\partial _{z}\Gamma _{q}(z)}{\Gamma _{q}(z)}}} : la función q-digamma {\displaystyle \Gamma _{q}(z)} : la función q-Gamma. |
| Esfera enfrente de una pared           | {\displaystyle 4\pi \varepsilon a\sum _{n=1}^{\infty }{\frac {\sinh \left(\ln \left(D+{\sqrt {D^{2}-1}}\right)\right)}{\sinh \left(n\ln \left(D+{\sqrt {D^{2}-1}}\right)\right)}}} | {\displaystyle a}: Radio {\displaystyle d}: Distancia, {\displaystyle d>a} {\displaystyle D=d/a} |
| Esfera                                 | {\displaystyle 4\pi \varepsilon a} | {\displaystyle a}: Radio |
| Disco circular                         | {\displaystyle 8\varepsilon a} | {\displaystyle a}: Radio |
| Alambre delgado recto, longitud finita | {\displaystyle {\frac {2\pi \varepsilon \ell }{\Lambda }}\left[1+{\frac {1}{\Lambda }}\left(1-\ln 2\right)+{\frac {1}{\Lambda ^{2}}}\left(1+\left(1-\ln 2\right)^{2}-{\frac {\pi ^{2}}{12}}\right)+O\left({\frac {1}{\Lambda ^{3}}}\right)\right]} | {\displaystyle a}: Radio del alambre {\displaystyle \ell }: Largo {\displaystyle \Lambda =\ln \left(\ell /a\right)} |

## Medición de la capacitancia
La medición de la capacitancia no solo se usa para verificar la capacitancia de un capacitor (componente), sino que también se usa, por ejemplo, en sensores de distancia capacitivos para determinar la distancia. Otros sensores (presión, humedad, gases) a menudo se basan en una medición de capacitancia.
De acuerdo con las relaciones mencionadas anteriormente, la capacidad se puede determinar de la siguiente manera:
- Cargue con corriente constante y observe la tasa de aumento de voltaje
- Medir la frecuencia resonante de un circuito resonante LC formado con la capacitancia
- Aplicar un voltaje de CA y medir el flujo de corriente

En particular, el último método se utiliza en los dispositivos de medición de capacitancia, en los que no solo se registra el tamaño de la corriente sino también su relación de fase con la tensión. De esta forma, también se puede determinar la impedancia y el ángulo de pérdida o el factor de calidad del condensador.